# José Roberto Rodrigues Mota
José Roberto Rodrigues Mota Junior (født 10. maj 1979) er en brasiliansk fodboldspiller, der siden den 18. december 2012 har været kontraktløs. Han har tidligere spillet for bl.a. de danske klubber Randers FC, Viborg FF samt AaB.

## Karriere
Han startede sin karriere i brasiliansk fodbold, men da han ikke kunne få fast spilletid søgte han til Danmark. Mota startede til prøvetræning hos Randers FC. Han fik en kontrakt, og på et halvt år viste han sit talens. Siden da har han været på kontrakt i Viborg FF, hvorfra han i 2007 skiftede til AaB.
Efter skiftet til AaB fik Mota problemer med skader og fik aldrig kæmpet sig på førsteholdet. I stedet blev han fra marts 2008 udlejet til den norske tippeligaklub, Molde FK. Der fik han succes og begyndte at finde de evner, som han viste i Randers FC og Viborg FF. Efter 31 kampe havde han scoret 16 mål og startet inde 25 af kampene. Da Motas lejekontrakt hos Molde FK udløb var Molde interesserede i at købe ham fra Aalborg BK. AaB og Molde blev enige om en transfersum på 4 millioner norske kroner, svarende til 3,4 millioner danske kroner . Forhandlingerne mellem Molde og Mota brød først sammen, da Motas lønkrav var for stort til Moldes budget. Men efter lang tids forhandling lykkedes det til sidst Mota at blive enig med Molde.
Motas indflydelse i Molde blev især tydelig, da det lykkedes norske fans at indsamle 250.000 norske kroner (213.000 DK), som skulle hjælpe Molde med at købe Mota fri i AaB.